# 古屋満寿
古屋 満寿（ふるや ます、1850年〈嘉永3年〉 - 1907年〈明治40年〉3月19日）は、日本の商人・慈善家。東京都銀座の百貨店である松屋の前身の1つ、鶴屋呉服店を、夫の古屋徳兵衛（1849年〈嘉永2年〉4月10日 - 1911年〈明治44年〉7月30日）と共に創業し、松屋の黎明期を支えた人物の1人である。出生名は牛山 とみ。甲斐国巨摩郡（後の山梨県）下教来石村出身。東北地方が飢饉に見舞われた際、白米を入れた袋を「同情袋」と名付けて多数送るなど、慈善事業を行なった。

## 経歴
下教来石村の村長である牛山半左衛門（牛山慶長）の長女として誕生した。1869年（明治2年）2月、隣村の巨摩郡上教来石村出身の古屋徳兵衛と、質素な祝言を挙げた。徳兵衛は13歳で山梨の山間から江戸に出て、浅草雷門の海苔屋や横浜の呉服屋などで奉公したが明治維新の混乱により帰村し、20歳で再び、貿易を中心とした発展途上にある武蔵国久良岐郡横浜（神奈川県横浜市）に出て、呉服の仲買商人として働いていた。結婚後の満寿たちは横浜石川口（後の中区石川町）の中村川の近くに小さな家を借り、結婚生活を始めた。

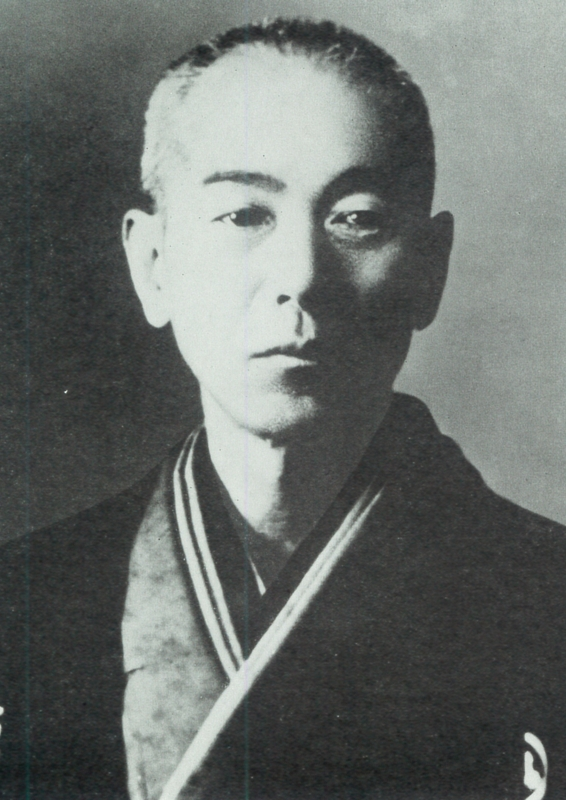
古屋徳兵衛

徳兵衛が仕事で家を空けている間、満寿は朝から晩まで内職でよく働いていた。1869年頃のあるとき、満寿は端切れを小売りすることを思いつき、自宅前で売り始めた。家は繁華街からは離れていたが、漁師の妻、女工、山手外国人居留地で働く女性たち相手に、よく売れた。
端切れや反物の小売商として見通しが立ったことで、仲買商を廃業した徳兵衛と共に鶴屋呉服店を開業した。当初は小さな店であったが、開業当初から繁盛し、近隣店舗の買い取りなどで拡大し、やがて大呉服店に発展した。西南戦争（1877年〈明治10年〉）の頃には、すでに横浜で有名店の1つとなっていた。
1889年（明治22年）には、経営難に陥っていた東京神田今川橋の松屋呉服店を買収し、継承。これが、後に銀座の松屋へ続く東京進出の始まりであった。以降、商売の主力は東京に移行し、鶴屋は松屋の支店の扱いとなった。
満寿は得意の裁縫をいかし、端切れで袋やたすきをつくって景品を作り、商売を盛り立てもした。これにより満寿は漁師の妻や製茶女工といった客たちの心を掴み、一同に愛され、慕われた。また客が、従来のように反物を1反2反とまとめて買うのではなく、無用は買物を控えて切り売りを望んだため、鶴屋では切り売りを始めた。これは当時としては画期的な商売方法であり、店員に商品知識が必要になったため、満寿は教育係を買って出て、毎晩の閉店後に店員たちを集め、和裁での衣類の裁ち方などを教えた。これが松屋における店員教育の始まりであり、松屋の厳格な教育の伝統となった。
1905年（明治38年）に東北地方が飢饉に見舞われた際、白米を入れた袋を「同情袋」と名付けて多数送るなど、慈善事業にも尽くした。愛国婦人会神奈川県支部の幹事や評議員も務めた。
松屋呉服店が、店員が商品を客に見せながら販売する「座売り」から、客が店内の商品を自由に手にとることができる「陳列式販売」へ移行し始めた頃、松屋の百貨店への繁栄を見届け、1907年（明治40年）3月19日に死去した。満57歳没。墓碑は横浜市中区根岸の共同墓地にある。

## 人物・評価
温厚な夫の徳兵衛とは対し、満寿は男勝りで勝気な女上丈夫な性格で、徳兵衛の内助者としては対照的であった。徳兵衛との間には六男三女の子だくさんに恵まれて私生活でも多忙であったが、家事の傍らで商売でも大きな働きを見せた。徳兵衛と共に勤勉で、常に彼を助け、鶴屋と松屋の発展の大きな礎となった。心遣いも細かく、常に奉公人の先頭に立ち、一同の心を掴んでいたため、店員たちも陰日向なく働いた。
徳兵衛が鶴屋を開業するにあたり、資金不足から借金をしたが、そのとき着ていた羽織の紐は、満寿がちりめんの綴じ糸で編んだものであり、満寿の勤勉と節約ぶりを現していた。この姿を見た借金相手は、この夫妻は必ず成功すると見込んで金を貸したという。
鶴屋の店の柱には「子に臥し、寅に起きること」と書かれており、店頭には「糸、ふきん、小切れの客は別段大切に早く取扱うべし」と掲げられており、満寿は徳兵衛と共にこれらを文字通り実践した。また「商人として、お客様は自分たちを食べさせてくれる恩人である。一時の利益のため、お客様を犠牲にするようなことは愚かなことである。お客様はつねに尊敬の念をもって親切丁寧にすべきである」との言葉を、夫と共に実行し、その姿勢は終生変わることがなかった。鶴屋や松屋の繁栄は、その陰に満寿たちの努力と真面目な接客態度があればこそであった。
没後に横浜の菩提寺増徳院で葬儀が営まれた際には、鶴屋から増徳院まで約1300メートルの道に葬列を見送る人々があふれ、その先頭が寺に到着してもまだ鶴屋を発っていない参列者がいたことから、満寿がいかに人々から慕われていたかが偲ばれる。